# 陈海波 (1954年)
陈海波（1954年12月—），男，汉族，海南儋州人，中华人民共和国政治人物，曾任海南省财政厅厅长，海南省人大常委会副主任，海南省总工会主席。